# 鷲宮ガス
鷲宮ガス株式会社（わしのみやガス、英: WashinomiyaGas Co.,Ltd.）は、埼玉県久喜市に本社を置く一般ガス事業者。東京ガスグループに属する。久喜市・加須市の各一部に都市ガスの供給を行う。2010年3月23日の市町村合併により誕生した新久喜市により鷲宮地区の呼称が「わしのみや」に統一されたことにあわせ、社名呼称を「わしみやガス」から「わしのみやガス」に変更したが、URLのコピーライト表記などに「Washimiya」の表記が残る。

## 事業概要
供給するガスは天然ガス（13A）で、東京瓦斯よりパイプラインで受け入れている。供給区域は久喜市鷲宮地区および加須市花崎地区・豊野台テクノタウン地区周辺で、供給先は2009年3月現在10,458件。

## 沿革
- 1971年 - 2月に、東京瓦斯、サイサン、東京液化ガスの出資により会社設立。同年10月より、わし宮団地1025世帯に都市ガスの供給開始
- 1983年12月 - 加須市花崎地区に都市ガス供給開始
- 1994年10月 - 東武ガス（現東彩ガス）に卸供給開始
- 1995年12月 - 東京ガスのパイプライン経由での都市ガス受入開始
- 2004年12月 - 東京ガスの連結子会社となる
- 2010年3月 - 社名呼称を「わしみやガス」から「わしのみやガス」に変更